# 废茂山站
废茂山站（韓語：폐무산역）是朝鮮民主主義人民共和國咸镜北道富宁郡舞袖劳动者区的一個鐵路車站，属于茂山线。

## 邻近车站
茂山线
舞袖站 - 废茂山站 - 车岭站